# Phryxe caesia
Phryxe caesia là một loài ruồi trong họ Tachinidae.